# Lättvikt i grekisk-romersk stil i brottning vid olympiska sommarspelen 1980
Herrarnas brottningsturnering i grekisk-romersk i viktklassen lättvikt vid olympiska sommarspelen 1980 avgjordes i Sports Complex of the Central Sports Club of the Army i Moskva.

## Medaljörer
| Klass    | Guld                   | Silver                 | Brons                      |
| Lättvikt | Ştefan Rusu · Rumänien | Andrzej Supron · Polen | Lars-Erik Skiöld · Sverige |

## Resultat
Legend
- TF — Vinst genom fall
- IN — Vinst genom att motståndaren skadas
- DQ — Vinst genom passivitet
- D1 — Vinst genom passivitet, vinnaren är också passiv
- D2 — Båda brottarna förlorade på grund av passivitet
- FF — Vinst genom förverkande
- DNA — Anlände inte
- TPP — Totala straffpoäng
- MPP — Matchstraffpoäng

Straff
- 0 — Vinst genom fall, teknisk överlägsenhet, passivitet, skada och förverkande
- 0.5 — Vinst på poäng, 8-11 poängs skillnad
- 1 — Vinst på poäng, 1-7 poängs skillnad
- 2 — Vinst på passivitet,  vinnaren är också passiv
- 3 — Förlust på poäng, 1-7 poängs skillnad
- 3.5 — Förlust på poäng, 8-11 poängs skillnad
- 4 — Förlust genom fall, teknisk överlägsenhet, passivitet, skada och förverkande

### Elimineringsrunda

#### Omgång 1
| TPP | MPP |                           | Poäng     |                         | MPP | TPP |
| --- | --- | ------------------------- | --------- | ----------------------- | --- | --- |
| 4   | 4   | Lionel Lacaze (FRA)       | DQ / 5:25 | Ferenc Čaba (YUG)       | 0   | 0   |
| 4   | 4   | Ivan Atanasov (BUL)       | TF / 5:35 | Ştefan Rusu (ROU)       | 0   | 0   |
| 4   | 4   | Tapio Sipilä (FIN)        | DQ / 5:16 | Suren Nalbandian (URS)  | 0   | 0   |
| 4   | 4   | Mohamed Moualek (ALG)     | TF / 0:58 | Károly Gaál (HUN)       | 0   | 0   |
| 0   | 0   | Andrzej Supron (POL)      | DQ / 5:28 | Sakhidad Hamidi (AFG)   | 4   | 4   |
| 1   | 1   | Buyandelgeriin Bold (MGL) | 18 - 15   | Mohammed Mahmoud (IRQ)  | 3   | 3   |
| 0   | 0   | Lars-Erik Skiöld (SWE)    | TF / 4:01 | Reinhard Hartmann (AUT) | 4   | 4   |
| 0   |     | Khaled El-Khaled (SYR)    |           | Bye                     |     |     |

#### Omgång 2
| TPP | MPP |                         | Poäng     |                           | MPP | TPP |
| --- | --- | ----------------------- | --------- | ------------------------- | --- | --- |
| 4   | 4   | Khaled El-Khaled (SYR)  | DQ / 4:26 | Lionel Lacaze (FRA)       | 0   | 4   |
| 3   | 3   | Ferenc Čaba (YUG)       | 2 - 7     | Ivan Atanasov (BUL)       | 1   | 5   |
| 0   | 0   | Ştefan Rusu (ROU)       | TF / 3:48 | Tapio Sipilä (FIN)        | 4   | 8   |
| 0   | 0   | Suren Nalbandian (URS)  | DQ / 4:56 | Mohamed Moualek (ALG)     | 4   | 8   |
| 4   | 4   | Károly Gaál (HUN)       | DQ / 8:27 | Andrzej Supron (POL)      | 0   | 0   |
| 8   | 4   | Sakhidad Hamidi (AFG)   | DQ / 5:47 | Buyandelgeriin Bold (MGL) | 0   | 1   |
| 7   | 4   | Mohammed Mahmoud (IRQ)  | DQ / 5:07 | Lars-Erik Skiöld (SWE)    | 0   | 0   |
| 4   |     | Reinhard Hartmann (AUT) |           | Bye                       |     |     |

#### Omgång 3
| TPP | MPP |                         | Poäng     |                           | MPP | TPP |
| --- | --- | ----------------------- | --------- | ------------------------- | --- | --- |
| 4   | 0   | Reinhard Hartmann (AUT) | DQ / 6:46 | Khaled El-Khaled (SYR)    | 4   | 8   |
| 8   | 4   | Lionel Lacaze (FRA)     | DQ / 8:36 | Ivan Atanasov (BUL)       | 0   | 5   |
| 7   | 4   | Ferenc Čaba (YUG)       | TF / 7:30 | Ştefan Rusu (ROU)         | 0   | 0   |
| 1   | 1   | Suren Nalbandian (URS)  | 4 - 2     | Károly Gaál (HUN)         | 3   | 7   |
| 0   | 0   | Andrzej Supron (POL)    | TF / 7:10 | Buyandelgeriin Bold (MGL) | 4   | 5   |
| 0   |     | Lars-Erik Skiöld (SWE)  |           | Bye                       |     |     |

#### Omgång 4
| TPP | MPP |                           | Poäng     |                      | MPP | TPP |
| --- | --- | ------------------------- | --------- | -------------------- | --- | --- |
| 1   | 1   | Lars-Erik Skiöld (SWE)    | 10 - 10   | Ivan Atanasov (BUL)  | 3   | 8   |
| 8   | 4   | Reinhard Hartmann (AUT)   | TF / 3:37 | Ştefan Rusu (ROU)    | 0   | 0   |
| 4   | 3   | Suren Nalbandian (URS)    | 2 - 4     | Andrzej Supron (POL) | 1   | 1   |
| 5   |     | Buyandelgeriin Bold (MGL) |           | Bye                  |     |     |

#### Omgång 5
| TPP | MPP |                           | Poäng     |                        | MPP | TPP |
| --- | --- | ------------------------- | --------- | ---------------------- | --- | --- |
| 9   | 4   | Buyandelgeriin Bold (MGL) | TF / 3:34 | Lars-Erik Skiöld (SWE) | 0   | 0   |
| 4   | 4   | Ştefan Rusu (ROU)         | D2 / 7:09 | Suren Nalbandian (URS) | 4   | 8   |
| 1   |     | Andrzej Supron (POL)      |           | Bye                    |     |     |

### Sista omgångarna
| TPP | MPP |                        | Poäng     |                        | MPP | TPP |
| --- | --- | ---------------------- | --------- | ---------------------- | --- | --- |
|     | 0   | Andrzej Supron (POL)   | TF / 3:08 | Lars-Erik Skiöld (SWE) | 4   |     |
|     | 1   | Ştefan Rusu (ROU)      | 3 - 2     | Andrzej Supron (POL)   | 3   | 3   |
| 7   | 3   | Lars-Erik Skiöld (SWE) | 1 - 5     | Ştefan Rusu (ROU)      | 1   | 2   |